# Taifa
|  | Per a altres significats, vegeu «Taifa (desambiguació)». |

S'anomenen taifes (de l'àrab طائفة, tā'ifa, ‘part’, ‘secció’, ‘grup’, ‘facció’) al seguit de Principats musulmans independents en què es va desintegrar el califat de Còrdova després que durant l'anomenada Fitna de l'Àndalus, fos destronat el califa Hixam II, de la dinastia dels omeies, l'any 1009. Tot i que inicialment reconeixien una autoritat superior califal, van acabar convertint-se en estats independents, coneguts historiogràficament amb el nom de regnes de taifes.
Historiogràficament es considera que hi ha 3 períodes de regnes de taifa:
1. Les primeres Taifes (1009–1110) aparegudes arran de la desintegració del Califat de Còrdova.
2. Les segones Taifes (1140–1203) aparegudes arran de la desintegració del poder de l'Emirat Almoràvid a l'Àndalus.
3. Les terceres Taifes (1232–1287) aparegudes arran de la desintegració del poder del Califat Almohade a l'Àndalus.

## Història

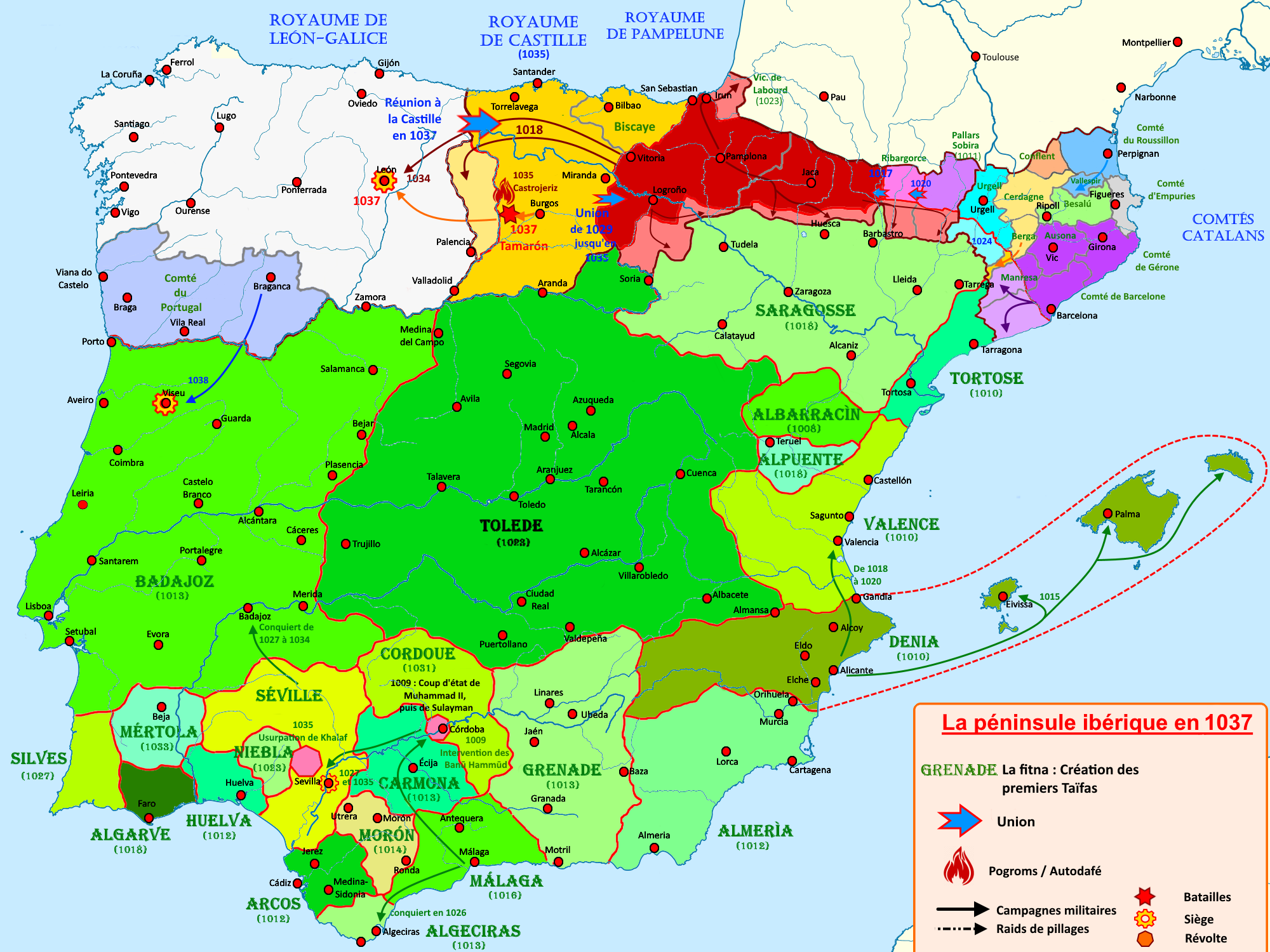
Regnes de taifes l'any 1037

Les taifes van aparèixer a conseqüència de la fitna o guerra civil que es va desencadenar inicialment al voltant de la figura del califa Hixam II i posteriorment entre els diferents pretendents al tron califal. En el rerefons també hi havia problemes amb l'angoixant pressió fiscal necessària per a finançar el cost dels esforços bèl·lics. Les primeres taifes van desaparèixer arran de la conquesta almoràvit (1090-1102), però en esfondrar-se aquest estat van tornar a aparèixer una forta disgregació política a l'Àndalus; i el mateix va passar en debilitar-se el poder almohade (1145-1146).
Les Taifes desaparagueren definitivament en ser conquerides pels reis cristians del nord:
- La Corona de Portugal conquerí i s'annexionà l'Algarbe.
- La Corona de Castella s'annexionà mitjançant una croada la Vall del Guadalquivir, com a Regne de Sevilla.
- La Corona d'Aragó s'anexionà mitjançant sengles croades les Illes Balears (Regne de Mallorca) i el Xarq al-Àndalus (Regnes de Mallorca i Múrcia).

## Terminologia
El terme àrab muluk at-ṭawàïf significa ‘reis de les divisions territorials’ o ‘reis de les parts’ i es va utilitzar originalment per als governants regionals de l'Imperi Part, interpretat com un període intermedi (i de declivi) entre la unitat donada per la conquesta de Pèrsia per part d'Alexandre el Gran i la formació de l'Imperi Sassànida. La representació negativa del període part per part dels historiadors musulmans pot haver estat heretada de la propaganda sassànida. Al segle xi, Ṣàïd al-Andalussí va aplicar el terme per primera vegada als governants que van aparèixer després del col·lapse del poder omeia a l'Àndalus, «la situació del qual era com la dels muluk at-tawàïf dels perses». La frase duia també connotacions d'un declivi cultural.

## Auge
L'origen de les diferents taifes cal buscar-lo en la divisió administrativa del califat omeia de Còrdova, així com en la divisió ètnica de l'elit d'aquest estat, dividida entre àrabs, amazics, una majoria de muladís i un petit nombre d'antics esclaus de l'Europa de l'Est.
Malgrat la divisió política de l'Àndalus en unitats polítiques menors, més dèbils militarment, sobretot si es compara amb la puixança del califat omeia sota Abd-ar-Rahman III i al-Hàkam II, no va anar acompanyada d'un declivi cultural, sinó tot el contrari. Amb l'aparició de noves corts i noves capitals, es va donar una període d'una intensa activitat intel·lectual i literària.
Hi va haver un segon període en què van sorgir les taifes, cap a mitjans del segle xii, quan els governants almoràvits estaven en decadència.
Durant l'època d'esplendor de les taifes, al segle xi i de nou a mitjan segle xii, els seus emirs (governants) competien entre ells, no només militarment, sinó també pel prestigi cultural. Van intentar reclutar els poetes i artesans més famosos.

## Declivi
Invertint la tendència del període omeia, quan els regnes cristians del nord sovint havien de pagar tribut al califa, la desintegració del califat va deixar els regnes musulmans afeblits i molts van acabar sotmesos a tribut pels seus veïns cristians del nord.
A causa de la seva debilitat militar, els prínceps taifa van fer una crida perquè guerrers nord-africans vinguessin a lluitar contra els reis cristians en dues ocasions. La dinastia almoràvit va ser convidada després de la caiguda de Toledo (1085) i el califat almohade després de la caiguda de Lisboa (1147). Aquests guerrers no van ajudar de fet els emirs taifes', sinó que van annexionar les seves terres als seus propis imperis nord-africans.
Les taifes sovint contractaven mercenaris cristians per combatre amb els regnes veïns (tant cristians com musulmans). La taifa més dinàmica, que va conquerir la majoria dels seus veïns abans de la invasió almoràvit, va ser Sevilla. Saragossa també va ser molt poderosa i expansiva, però inhibida pels estats cristians veïns dels Pirineus. Saragossa, Toledo i Badajoz havien estat anteriorment els districtes militars fronterers del califat.

## Taifes conquerides per la Corona d'Aragó
Les taifes en territoris que posteriorment foren pertanyents a la Corona d'Aragó van ser:
- Taifa de Dàniyya.

Creada el 1010 per l'amírida i eslau Mujàhid que, annexionant-se les Balears, convertirà el regne en un important centre marítim i comercial, fins i tot encunyava la seua pròpia moneda fins a la conquesta almohade. La taifa va perdre la seua independència el 1076, en ser destronat Alí ibn Mujàhid pels Banu Hud de Saraqusta, dels quals va dependre fins a la invasió almoràvit (1091).
- Taifa de Tortosa.

Igual que la resta del llevant de l'Àndalus, era un regne eslau. Quatre reis van governar la taifa fins que van ser conquerits per la taifa de Saraqusta i pels almoràvits als primers anys del segle xii.
- Taifa de Saraqusta. (fins a l'any 1118)
- Taifa de Làrida. (fins a l'any 1149)

En un principi era part de la taifa de Saraqusta. Però aquesta es va desmembrar en diverses taifes més xicotetes: Tutila, Waixqa, Qàlat al-Ayyub i Làrida. Aquest fet va ser aprofitat ràpidament pels comtes i reis cristians per a conquerir aquestes febles taifes. Caigué en poder dels almoràvits, i restà en mans de governadors saharians fins que va ser conquerida el 1149 per Ramon Berenguer IV i Ermengol VI d'Urgell.
- Taifa de Xibrana (fins a l'any 1153)

L'emirat de Xibrana és el nom que s'aplica al darrer estat musulmà que va existir en l'actual territori de Catalunya. A partir del castell de Siurana, l'ocupació dels territoris de Siurana va començar l'any 1153.
- Taifa de Balànsiya. (fins a l'any 1239)

Dos eslaus, Mubàrak i Mudhàffar, van governar la taifa fins a llur mort. Aleshores es va proclamar rei el net d'Almansor, el qual va instaurar la dinastia amirida el1065-1075. El 1075-1086, Yahya al-Qàdir de Tulàytula, amb l'ajuda castellana, va conquerir la ciutat de València (i per tant la taifa) i la va governar fins al seu assassinat el 1092. Al 1094, Rodrigo Díaz de Vivar entrà a la ciutat duent a terme un dur assetjament. Finalment els almoràvits prengueren la taifa el 1102.
- Taifa del Moixerif (fins a l'any 1287), que comprenia l'illa de Menorca.

Cal dir que el terme eslaus fa referència a esclaus lliures, d'origen centreeuropeu o del nord peninsular.

## Llista de taifes

Les taifes el 1080

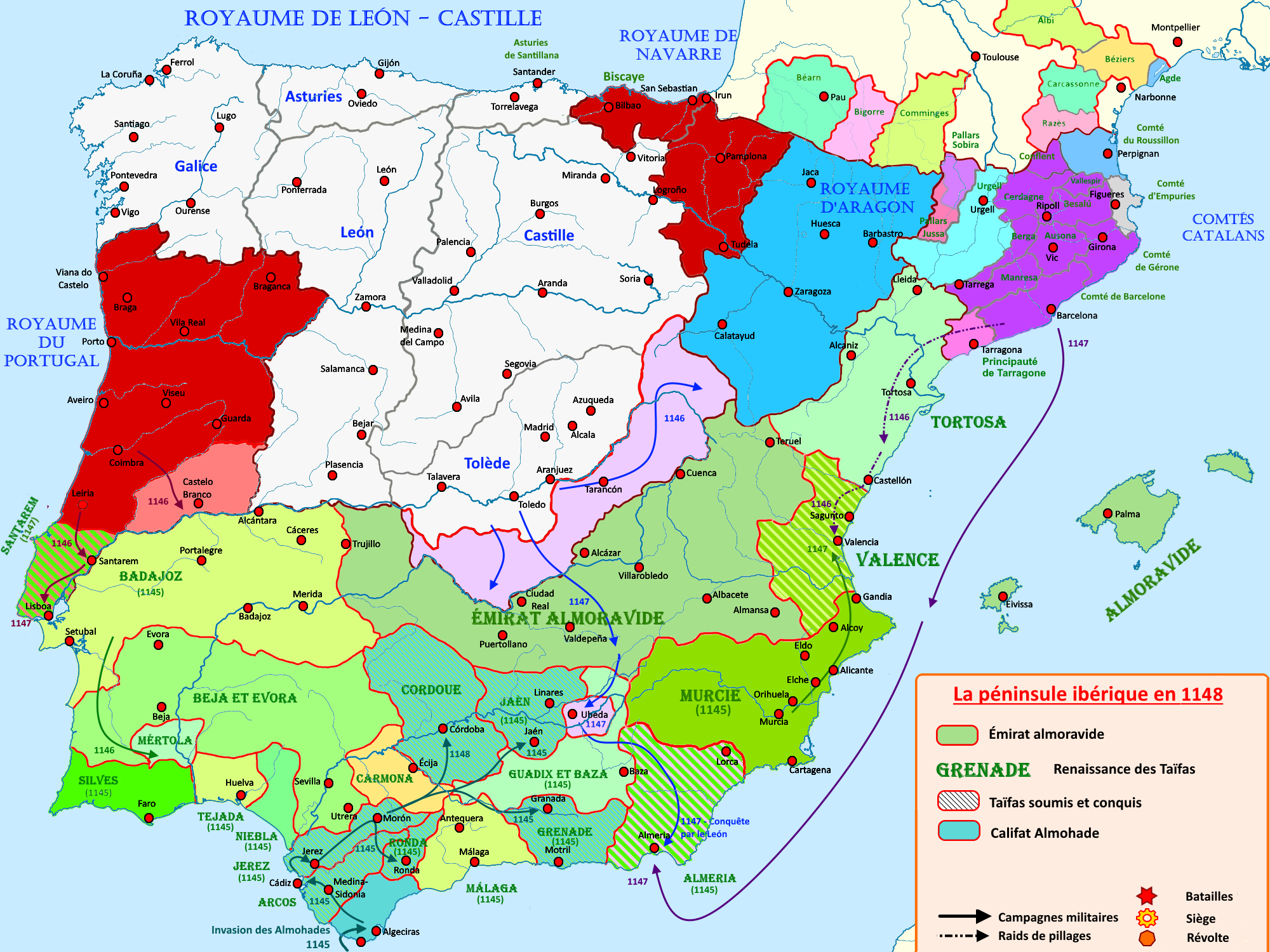
Les taifes el 1148

### Primer període (seglexi)
Després de la caiguda del califat de Còrdova el 1031, al voltant de 33 taifes independents van sorgir la guerra civil andalusina. Les taifes més fortes i més grans d'aquest primer període (segle xi) van ser la taifa de Saragossa, la taifa de Toledo, la taifa de Badajoz i la taifa de Sevilla. L'única taifa que va conquerir la majoria dels seus febles veïns va ser la taifa de Sevilla sota la dinastia dels abbadites.
D'oest a est de l'Àndalus, les taifes principals foren:
- Badajoz 1013-1022 / 1034-1094 (dinastia aftàssida); 1027-1034 (incorporada a Sevilla): 1094 (conquerida pels almoràvits)
- Lisboa 1022-1034 (dinastia Banu Sabur); 1034-1093 (annexionada per la dinastia aftàssida)
- Mértola 1033-1044 (dinastia tayfúrida); 1044–1091 (incorporada a Sevilla)
- Saltés i Huelva 1012 / 1013–1051 / 1053 (dinastia bàkrida); 1051-1091 (incorporada a Sevilla)
- Santa Maria do Algarve 1018-1051 (dinastia harúnida); 1051-1091 (incorporada a Sevilla)
- Silves: 1027-1063 (dinastia muzàymida); 1063-1091 (incorporada a Sevilla)
- Toledo: 1010/1031-1085 (conquerida per Castella)
- Algesires: 1035-1058 (incorporada a Sevilla)
- Arcos: 1011-1068 (incorporada a Sevilla)
- Carmona: 1013-1091 (conquerida pels almoràvits)
- Ceuta: 1061-1084 (incorporada a Granada)
- Còrdova: 1031-1091 (incorporada a Sevilla)
- Granada: 1013-1090 (conquerida pels almoràvits)
- Màlaga: 1026-1057 / 1058 (incorporada a Granada); 1073-1090 (conquerida pels almoràvits)
- Morón: 1013-1066 (incorporada a Sevilla)
- Niebla: 1023 / 1024-1091 (incorporada a Sevilla)
- Ronda: 1039 / 1040-1065 (incorporada a Sevilla)
- Sevilla: 1023-1091 (dinastia abbàdida) (conquerida pels almoràvits)
- Albarrací: 1011-1104 (dinastia dels Banu Razin) (conquerida pels almoràvits)
- Alpuente: 1009-1106 (conquerida pels almoràvits)
- Rueda: 1118–1130 (conquerida per Aragó)
- Tortosa: 1039-1060 (incorporada a Saragossa); 1081 / 1082-1092 (a Dénia)
- Saragossa: 1018-1046 (dinastia tugíbida; després dinastia húdida); 1046–1110 (conquerida pels almoràvits)
- Almeria: 1011-1091 (conquerida pels almoràvits)
- Dénia: 1010/1012-1076 (incorporada a Saragossa)
- Xèrica: segle xi (incorporada a Toledo)
- Lorca: 1051-1091 (conquerida pels almoràvits)
- Mallorca: 1018–1203 (conquerida pels almohades)
- Molina: ? –1100 (conquerida per Aragó)
- Múrcia: 1011/1012-1065 (incorporada a València)
- Morvedre: 1086-1092 (conquerida pels almoràvits)
- Sogorb: 1065-1075 (conquerida pels almoràvits)
- València: 1010 / 1011-1094 (conquerida pel Cid, nominalment vassall de Castella, però aliat dels Banu Hud)

### Segon període (seglexii)
- Almeria: 1145–1147 (dominada breument per Castella i després conquerida pels almohades)
- Arcos: 1143 (conquerida pels almohades)
- Badajoz: 1145–1150 (conquerida pels almohades)
- Beja i Évora : 1144–1150 (conquerida pels almohades)
- Carmona: dates i destí incerts o desconeguts
- Constantina i Hornachuelos : dates i destí incerts o desconeguts
- Granada: 1145 (conquerida pels almohades)
- Guadix i Baza : 1145–1151 (incorporada a Múrcia)
- Jaén : 1145-1159 (a Múrcia); 1168 (conquerida pels almohades)
- Jerez : 1145 (conquerida pels almohades)
- Màlaga: 1145–1153 (conquerida pels almohades)
- Mértola: 1144–1145 (incorporada a Badajoz)
- Múrcia: 1145 (a València); 1147–1172 (conquerida pels almohades)
- Niebla: 1145–1150? (conquerida pels almohades)
- Purchena : dates i destí incerts o desconeguts
- Ronda: 1145 (conquerida pels almoràvits)
- Santarém : ? –1147 (conquerida per Portugal)
- Segura : 1147–? (destí desconegut)
- Silves: 1144–1155 (conquerida pels almohades)
- Tavira : dates i destí incerts o desconeguts
- Tejada : 1145–1150 (conquerida pelsalmohades)
- València: 1145–1172 (conquerida pels almohades)

### Tercer període (segle XIII)
- Arjona : 1232–1244 (conquerida per Castella)
- Baeza : 1224-1226 (conquerida per Castella)
- Ceuta: 1233–1236 (conquerida pels almohades), 1249–1305 (conquerida pels marínides)
- Dénia: 1224–1227 (conquerida per Aragó)
- Lorca: 1240–1265 (conquerida per Castella)
- Menorca: 1228–1287 (conquerida per Aragó)
- Múrcia: 1228–1266 (conquerida per Castella)
- Niebla: 1234–1262 (conquerida per Castella)
- Oriola : 1239 / 1240–1249 / 1250 (incorporada a Múrcia o Castella)
- València: 1228 / 1229–1238 (conquerida per Aragó)